# Kurfürstenallee 6 (Bonn)

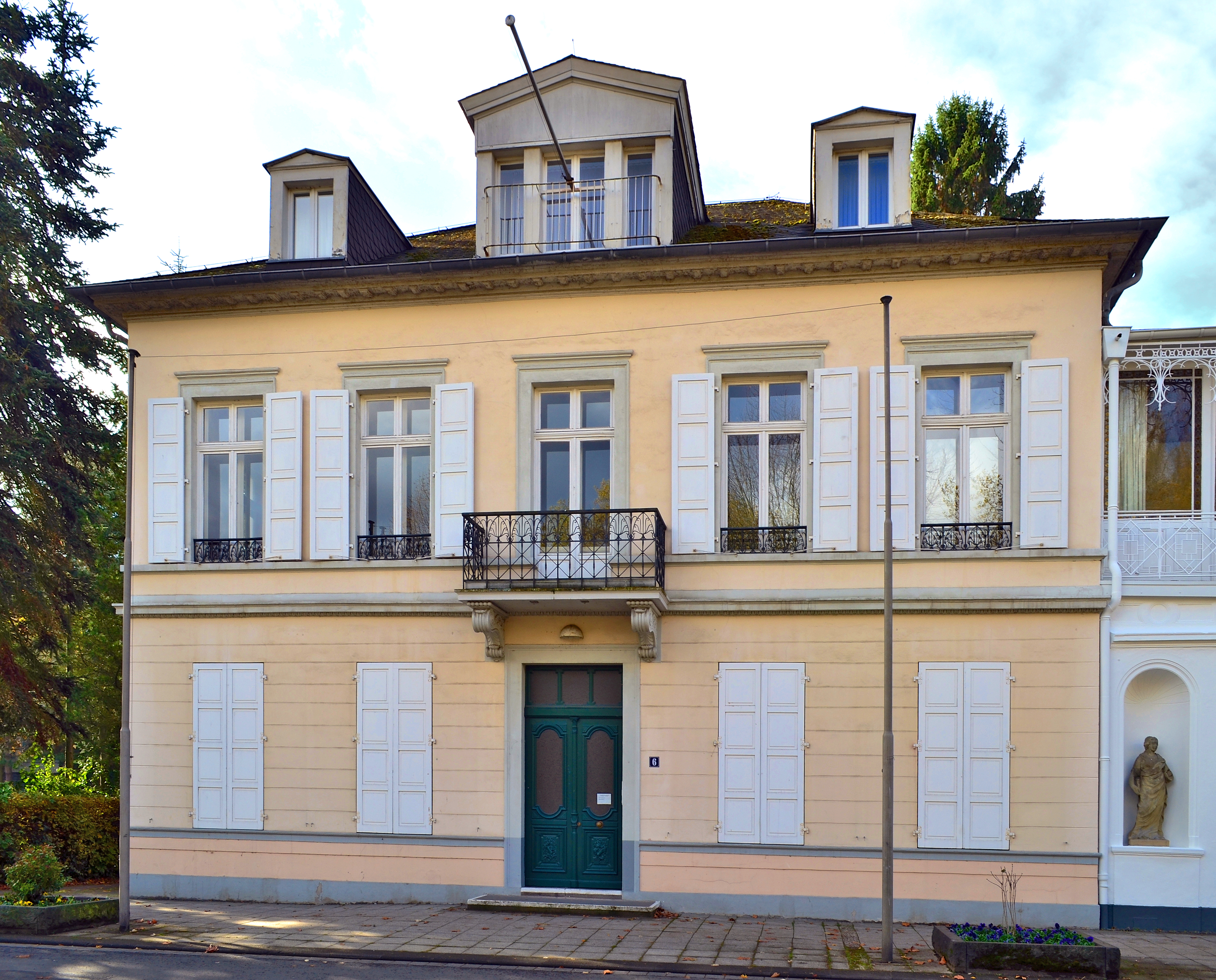
Villa Kurfürstenallee 6 (2013)

Das Haus Kurfürstenallee 6 ist eine Villa im Zentrum des Bonner Stadtbezirks Bad Godesberg, die um 1845 errichtet wurde. Sie liegt im Ortsteil Alt-Godesberg an der sogenannten „kurfürstlichen Zeile“. Die Villa steht als Baudenkmal unter Denkmalschutz.

## Geschichte
Das Haus entstand als Teil des „ersten“ Godesberger Villenviertels, das sich auf die heutigen Straßen Kurfürstenallee und Am Kurpark erstreckt. 1877 wurde es von dem Kölner Bankier Adolph vom Rath bewohnt, der hier seinen zweiten Wohnsitz hatte und dessen Familie weitere Häuser an der Straße gehörten. Aus deren Besitz gelangte das Anwesen in den der Unternehmerfamilie Hoesch, die zu dem benachbarten Haus Kurfürstenallee 5 einen Verbindungstrakt schuf. 1913 erfolgte eine Renovierung des Hauses, im Zuge derer alle Räume Stuckornamente und eine farbige Fassung erhielten. Die Familie Hoesch blieb noch bis zu einem Weiterverkauf durch eine Nachfahrin der Familie im Jahre 1932 Eigentümer des Anwesens.
1960 mietete die Republik Ghana das Haus an, um dort die Kanzlei ihrer Botschaft in der Bundesrepublik Deutschland am Regierungssitz Bonn einzurichten. Die Residenz der Botschaft, Wohnsitz des Botschafters, befand sich im Nachbarhaus Kurfürstenallee 7 (→ Liste der diplomatischen Vertretungen). Nachfolgender Mieter wurde bereits im Sommer 1961 die Stadt Bad Godesberg, die es als Dienstsitz ihres Stadtdirektors, Ersten Beigeordneten, Verwaltungsdirektors sowie des Bildarchivs nutzte. 1970 erwarb im Zuge der mit der kommunalen Neugliederung des Raums Bonn verbundenen Eingemeindung Bad Godesbergs die Stadt Bonn das Haus, das in der Folge Dienstsitz des Bezirksausschussvorsitzenden bzw. Bezirksvorstehers von Bad Godesberg wurde. Zeitweise war im Erdgeschoss das Max-Reger-Archiv beheimatet, anschließend von 1985 bis 1991 der Verein für Heimatpflege und Heimatgeschichte Bad Godesberg e.V..
Nach Abschluss einer umfassenden Restaurierung von August 1991 bis September 1993 mit dem Ziel einer Wiederherstellung des Zustands nach der Renovierung von 1913 diente das Haus als Sitz des Bezirksverwaltungsstelle und weiterhin des Bezirksvorstehers, bis diese Anfang September 2011 in das benachbarte Haus an der Redoute umzogen. 2015 wurde es in Privatbesitz verkauft und wird nun als Arztpraxis genutzt (Stand: 2019).